# İlçe

Türkische İlçe (Stand 2020)

Ein İlçe (türkisch; Diminutiv von İl) ist eine Verwaltungseinheit der Republik Türkei und der Türkischen Republik Nordzypern. Im Deutschen wird der Begriff häufig mit ‚Landkreis‘ übersetzt, was früher von der Struktur und dem gebietsmäßigen Zuschnitt weitgehend eine Entsprechung bildete. Das İlçe war jedoch im Gegensatz zum deutschen Landkreis seit jeher ein staatlicher Verwaltungsbezirk ohne kommunale Organisation für ausschließlich staatliche Hoheitsaufgaben. Vor der Bildung der Büyükşehir Belediyeleri ‚Großstadtkommunen‘ kam es daher vor, dass in den Großstädten Istanbul und Ankara auch innerhalb dieser Städte für einzelne Teile derselben İlçes eingerichtet wurden, was dann nicht mehr dem Bild eines deutschen Landkreises entspricht.
Ein İlçe wird von einem Kaymakam verwaltet, der von der Zentralregierung ernannt wird und dem Vali ‚Provinzgouverneur‘ der übergeordneten Provinz (İl) berichtet und an dessen Weisungen gebunden ist. Ihm untersteht mit Ausnahmen von Justiz und Militär die gesamte lokale Staatsverwaltung. Für İlçe wird gelegentlich auch als ältere Bezeichnung Kaymakamlık verwendet, die im Übrigen auch das Amt und die Dienststelle eines Kaymakam bezeichnet.
In 30 der 81 Provinzen der Türkei stellt eine Büyükşehir Belediyesi ‚Großstadtkommune‘ die kommunale Verwaltungsebene der Provinz dar, die in mehrere İlçes aufgeteilt ist, die ihrerseits wieder territorial genau einer Belediye entsprechen. Die Provinz (İl) unter der Leitung des Vali und das İlçe unter Leitung des Kaymakam repräsentieren dabei die staatliche Verwaltung innerhalb der Provinzgrenzen, während die kommunale Verwaltung durch die Büyükşehir Belediyesi unter Leitung des Büyükşehir Belediye Başkanı ‚Oberbürgermeister‘ und der diese bildenden Belediyes jeweils unter der Leitung ihres Belediye Başkanı ‚Bürgermeister‘ vertreten wird.
In den restlichen Provinzen (İl) gibt es jeweils einen als Merkez ‚Zentrum‘ bezeichneten Distrikt, der unmittelbar dem Vali untersteht. Das verbleibende Territorium ist in İlçes unterteilt. Auf dem Gebiet der İlçes und dem Distrikt des Vali existieren mindestens eine Gemeinde und Dörfer. Die Gemeinde, die Zentrum des İlçe ist, hat dabei eine hervorgehobene Stellung und wird häufig selbst auch İlçe genannt. Für andere Gemeinden im İlçe wird die Bezeichnung Belde verwendet.
Die Türkische Republik Nordzypern ist in fünf administrative Distrikte (İlçe) unterteilt: Distrikt Lefkoşa (Lefkoşa ilçesi), Distrikt Gazimağusa (Gazimağusa ilçesi), Distrikt Girne (Girne ilçesi), Distrikt Güzelyurt (Güzelyurt ilçesi), Distrikt İskele (İskele ilçesi).

## Geschichte
İlçe ist der im Zuge der türkischen Sprachreform eingeführte Name für eine Verwaltungseinheit, die zuvor als Kaza bezeichnet wurde. Dies waren im Osmanischen Reichs ursprünglich die Sprengel der Kadıs, die nicht nur die Inhaber der Scheriatgerichtsbarkeit, sondern auch Richter für das säkulare staatliche Recht waren, im Beurkundungswesen tätig waren und allgemein die zivile, nichtmilitärische Verwaltung leiteten. Üblicherweise gab es in einem Sandschak mehrere Kazas, die aber keine Untereinheiten des Sandschak waren, sondern über eine eigene Hierarchie verfügten. Vielmehr wurde mitunter bei Abwesenheit des Eyalet- oder Sandschakgouverneurs auch der Kadı zu dessen Vertreter bestellt. Andererseits gehörte es zu den Aufgaben des Kadıs, die Ernennungsdiplome der Gouverneure zu prüfen und in die Register einzutragen. Aus Ankara sind zwei Fälle bekannt, in denen der Kadı solchen Schreiben die Anerkennung versagte. Die Kontrolle der Amtsführung erfolgte durch gesonderte Inspektoren (müfettiş). An der Spitze der Hierarchie standen jeweils  die beiden Kazasker von Rumelien für den europäischen und von Anatolien für den asiatischen Reichsteil bzw. der Kadı von Ägypten.
Im Zuge der Tanzimat-Reformen wurden die Kadıs schrittweise auf die Rolle als Richter in Angelegenheiten der Scharia beschränkt und der Kaza wurde als eine Untereinheit in den Sandschak eingegliedert. Die Leitung oblag einem Kaymakam. Insoweit war der heutige Organisationsstand erreicht. Unterteilt war der Kaza in Nahiyes.
Nach der Türkischen Verfassung von 1921, die die bisherige Verwaltungsorganisation des Osmanischen Reiches übernahm, bestand nach Art. 15-21 ein İlçe aus mehreren Köy ‚Dörfern‘, die jeweils in mehreren Nahiye (damalige Bezeichnung für Bucak) zusammengefasst waren, und Kleinstädten (Kasaba), die ebenfalls rechtlich als Nahiye organisiert waren. Die Bucaks wurden später sukzessive aufgelöst. Ab dem Gemeindegesetz von 1930 begann man, die einwohnerstärkeren Ortschaften als Gemeinden (Belediye) zu organisieren. In den 1940er Jahren, endgültig 1960 wurden die Bezeichnungen turkisiert: Kaza wurde zu İlçe und Nahiye zu Bucak. Die Bucaks, eine Hybridform aus Staats- und Selbstverwaltung fielen im Lauf  der Zeit faktisch weg. 2009 gab es nur mehr einen einzigen Bucak mit einem tatsächlich im Amt befindlichen Verwaltungsleiter (bucak müdürü).
Die Zahl der İlçes bei der Gründung der Republik, damals noch Kazas genannt, betrug 500. Bis 2009 erhöhte sich ihre Zahl auf 892.